# Cornellà Centre metróállomás
Cornellà Centre egyike a Spanyolországban található barcelonai metró metróállomásainak.

## Metró- és vasútvonalak
Az állomást az alábbi metró- és vasútvonalak érintik:
- Barcelona-Vilafranca-Tarragona-vasútvonal

## Kapcsolódó állomások
Az állomáshoz az alábbi állomások vannak a legközelebb:
- Rambla Just Oliveras (Maçanet-Massanes vasútállomás, Rodalies Barcelona 1-es vonal)
- Sant Joan Despí station (Estación de Molins de Rey, Rodalies Barcelona 1-es vonal)
- Rambla Just Oliveras (Estación de Manresa, Rodalies Barcelona 4-es vonal)
- Sant Joan Despí station (Estació de Sant Vicenç de Calders, Rodalies Barcelona 4-es vonal)